# Octave Levenspiel
Octave Levenspiel (Shanghái, 1 de enero de 1926-5 de marzo de 2017) fue profesor de ingeniería química estadounidense que se desempeñó en la Oregon State University (OSU). Su principal interés fue la ingeniería de las reacciones químicas, y fue autor de un importante libro de texto de Chemical Reaction Engineering, así como de numerosas publicaciones de investigación.

## Biografía
Levenspiel nació en Shanghái, China, en 1926, hijo de Abe y Lily Levenspiel, que eran judíos polacos que habían ido a China para escapar de la opresión en Europa. A la edad de 15 años, estaba en un barco a los EE. UU. Cuando ocurrió el Ataque a Pearl Harbor, por lo que fue internado en Manila hasta el final de la guerra. En los Estados Unidos, se graduó con una licenciatura de Berkeley en 1947. Obtuvo su doctorado en OSU en 1952, y después de un período de enseñanza en otras escuelas regresó a OSU donde pasó el resto de su carrera, retirándose en 1991 pero continuando como profesor emérito.  
En 1952 se casó con Mary Jo Smiley y tuvieron tres hijos. Murió el 5 de marzo de 2017.

## Trabajo
El modelo de Levenspiel lleva su nombre. 
Fue conocido entre sus estudiantes por su habilidad para hacer cálculos rápidos. GNU Octave, un lenguaje de alto nivel destinado principalmente a cálculos numéricos y desarrollado por John W. Eaton, un exalumno de Octave Levenspiel, lleva su nombre.

## Libros
Todos los libros de Levenspiel enumerados a continuación han sido traducidos a varios otros idiomas. 
- Ingeniería de Reacción Química, Wiley; 3 Sub edición (13 de agosto de 1998), ISBN 0-471-25424-X
- The Chemical Reactor Omnibook, Oregon St Univ Bookstores (enero de 1993), ISBN 0-88246-160-5
- Ingeniería de Fluidización (coautora), Butterworth-Heinemann Ltd; (octubre de 1991), ISBN 0-409-90233-0
- Flujo de ingeniería e intercambio de calor, Plenum Pub Corp (diciembre de 1984), ISBN 0-306-41599-2
- Understanding Engineering Thermo, Prentice Hall PTR; (4 de septiembre de 1996), ISBN 0-13-531203-5
- Divagando a través de la ciencia y la tecnología, Lulu, 2007

## Premios
- Premio RH Wilhelm (AIChE)
- Premio WK Lewis (AIChE)
- Premio de los fundadores con medalla de oro (AIChE)
- Premio ChE Lectureship (ASEE)
- Premio PV Danckwerts (IChemE)
- Doctorados honorarios de Francia, Serbia y la Escuela de Minas de Colorado
- Elegido en la Academia Nacional de Ingeniería (2000)
- Premio Amundson (ISCRE/NASCRE) (2001)